# オナガザメ
オナガザメ（尾長鮫、英: Thresher shark）は、ネズミザメ目オナガザメ科に属するサメの総称。オナガザメ科はオナガザメ属 Alopias 1属のみを含み、ニタリ・ハチワレ・マオナガの3種で構成される。全世界の熱帯から温帯、また亜寒帯海域まで広く分布する。全長の半分を占める長い尾鰭により、他のサメと見間違えることはない。大型になり、最大全長は3m〜7mを超えるものまである。繁殖様式はいずれも胎生で、ネズミザメ目に共通して見られる卵食型である。主に外洋を回遊し、非常に活動的である。

## 分布
インド洋から太平洋、及び大西洋・地中海といった熱帯・亜熱帯・温帯の広い海域に生息し、主に外洋の表層を泳ぐが、沿岸のサンゴ礁周辺に出現することもある。ハチワレは外洋の中層を好む。マオナガは亜寒帯でも確認されている。
マオナガとハチワレは紅海では確認されておらず、ニタリは大西洋と地中海では確認されていない。また、オナガザメ属はいずれもペルシャ湾で確認された例はない。

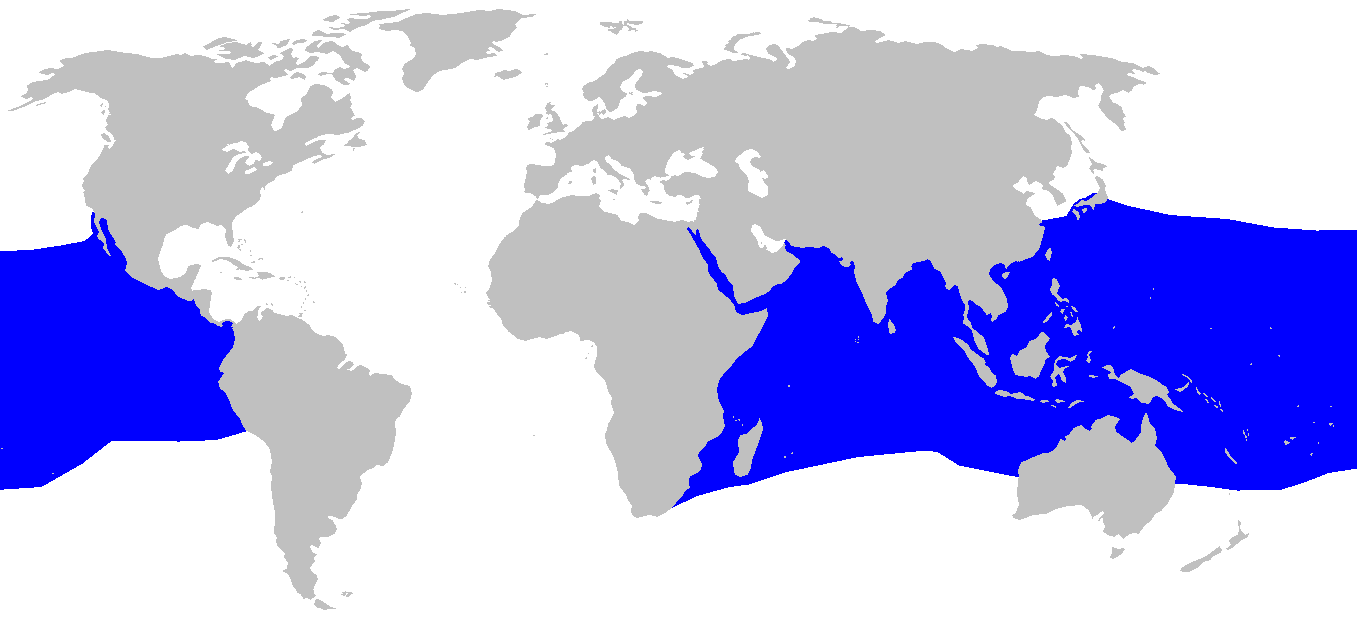
ニタリ　の分布図
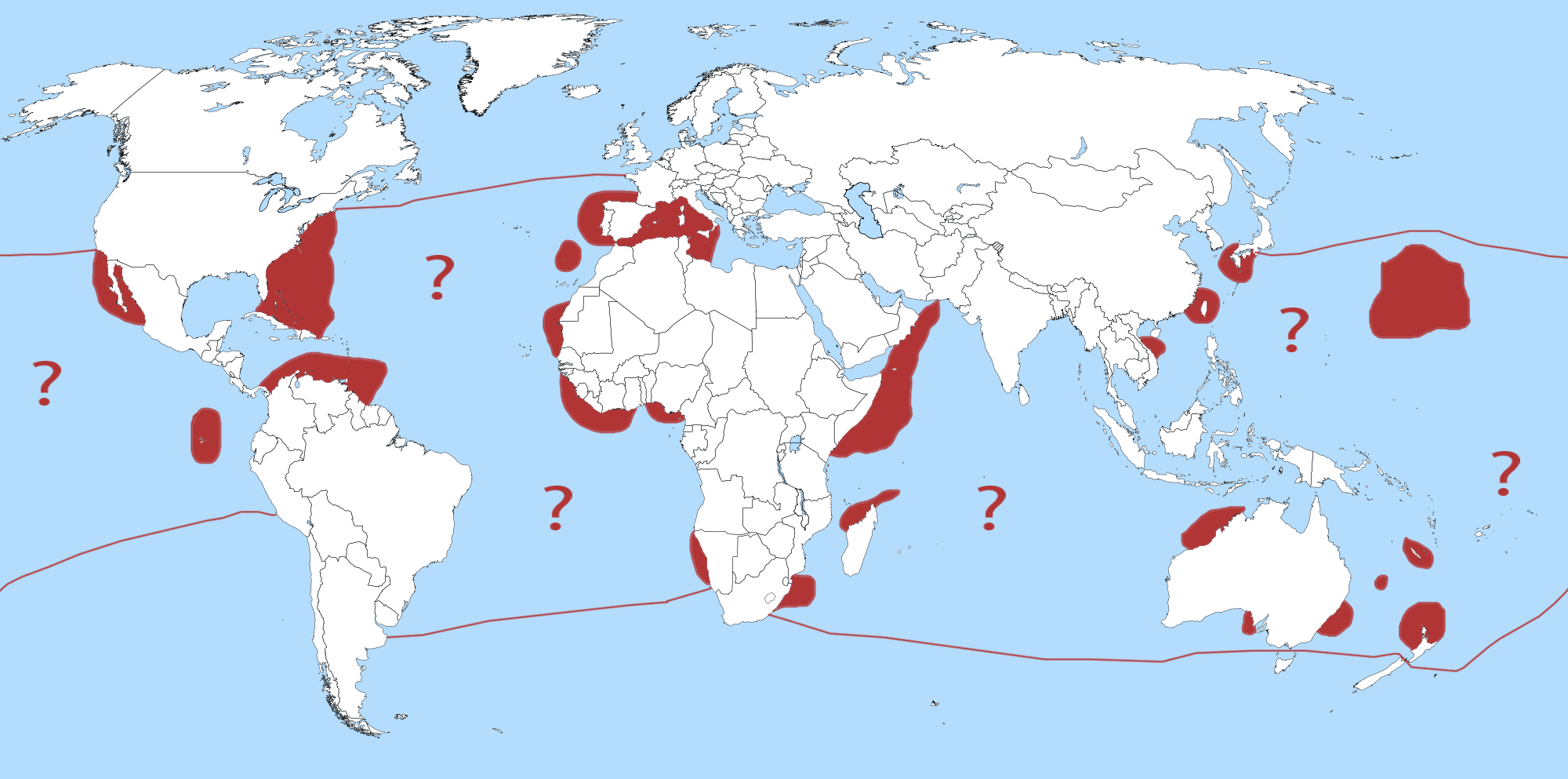
ハチワレ　の分布図
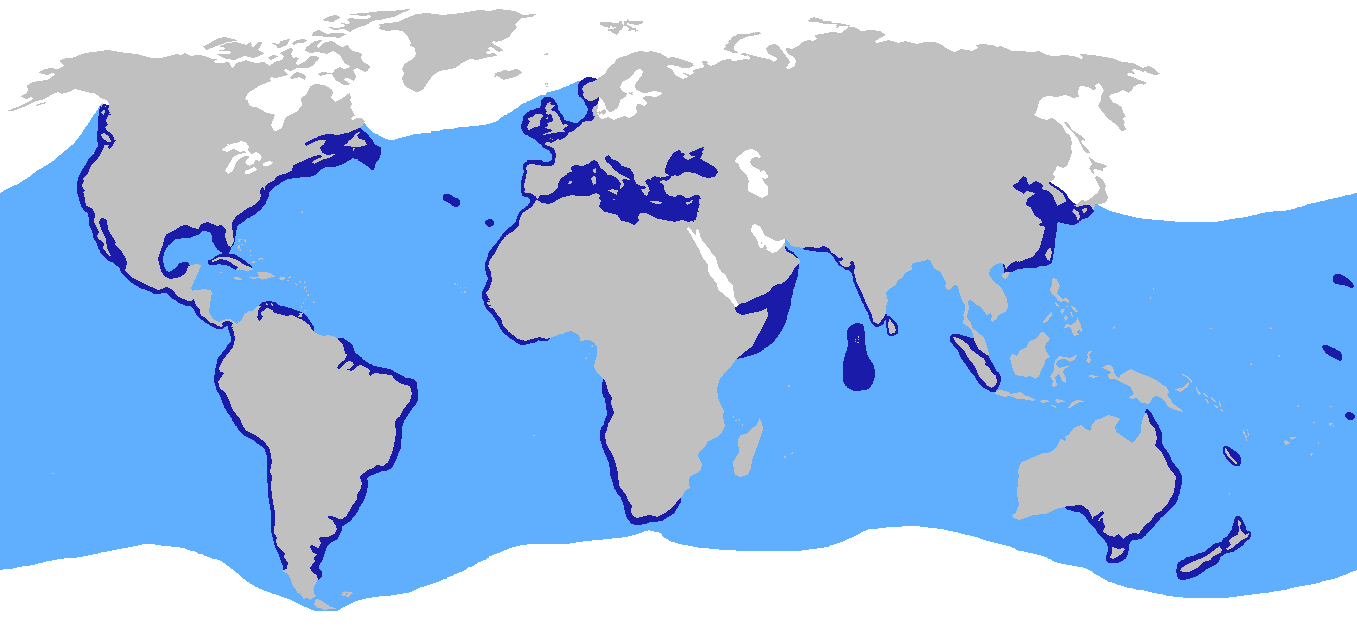
マオナガ　の分布図

## 形態
オナガザメは内温性を備え、体温を海水温よりも高く保つ。人に対しては攻撃的でない。むしろ海中では警戒心が強く、近寄ることさえ難しい。マグロ延縄などで混獲され、肉や鰭、脊椎骨、皮、肝油が利用される。
体の半分程を占める、極端に長い尾鰭が特徴である。その長く伸びた尾鰭により、他種と見間違えようがない。魚の尾鰭は上半分を上葉、下半分を下葉といい、サメ類ではたいてい上葉が長くなっている異尾（いび）であるが、オナガザメ属では上葉の伸長がとりわけ著しく、胴体とほぼ同じ長さかそれ以上になる。尾の付け根の筋肉が発達しており、マグロやカジキ、サバなどを切り裂いたり気絶したところで食す。
オナガザメ属3 種の中で最も大きくなるのはマオナガ A. vulpinusで、全長7.6m、体重348kgの記録がある。ただしこれは全長（頭の先端から尾鰭の後端までの長さ）なので、この個体の体長（頭の先端から尾鰭のつけ根までの長さ）は4m 程度である。2 番目に大きいのはハチワレ A. superciliosus であり、全長4.89m に達する。最も小さいのはニタリ A. pelagicus で、全長3m 程度である。
背側の体色は灰色から黒色、褐色あるいは青色で金属光沢がある。腹側は白色。ハチワレは主に深層に生息している（後述）ためか、背側は茶色の体色を持つものが多い。

## 生態
肉食性で、長い尾鰭を鞭のようにしならせて海面を叩いてイワシなどの小魚や頭足類、甲殻類を水面に近いところに寄せ集め、群れごと一気に捕食するといわれている。尾鰭は獲物を叩いて弱らせて捕食するためにも使われるとされる。複数の個体で共同して水面を叩き、魚群を追い詰めて捕食する、という行動が漁業者を通じて複数例目撃されている、と文献に書かれていることがあるが、学術的に確認された例はない。
マオナガは特に遊泳速度が速く、活発で、時には水面から完全に全身を出す程のジャンプを行う。こうした行動はイルカやアオザメにも見られ、ブリーチングと呼ばれている。
胎生。子宮内の胎仔は自身の卵黄の栄養分を使いある程度まで成長した後、子宮内に排卵される未受精卵を食べて大きく育つ。卵食型とは、このように未受精卵という形で母体から胎仔に栄養供給を行う胎生の繁殖様式を指し、ネズミザメ目ではほとんどの種で確認されている。オナガザメの雌は1m に成長した子どもを、1 度に2 ～4 尾産む。寿命はおよそ20 年。ハチワレでは、成熟に雄で7～13 年、雌で8～14 年 かかる。
多くのサメ類と同様、成熟に時間がかかり、生む仔の数も少ない。ゆえに急激な個体数の減少は、種の絶滅につながる危険がある。広大な海洋に生息する生き物ゆえ、その個体数を把握するのは容易でないが、漁獲等により確実に数を減らしているものと思われる。

## 分類
オナガザメ科 Alopiidae は、オナガザメ属 Alopias 1 属のみ。オナガザメ属は以下の3 種を含む。
- ニタリ A. pelagicus （似魚、英名：Pelagic thresher）
  - 「ニタリザメ（似魚鮫）」とも呼ばれる。“ニタリ”の名は、マオナガとほぼ同じ形態だが体形が微妙に異なっていることから。
  - マオナガと比べると、胸鰭が大きい他、各鰭の先端が丸いこと、目が大きく口が小さいこと、全体的に寸伸びしたような体形をしていることで区別できる。マオナガ程には外洋性は強くなく、時折沿岸域でも確認される。
  - 英名の Pelagic thresher とは、“遠洋（に生息する）オナガザメ”の意。マオナガと共にThresher（Shark）の一般名詞で呼ばれることも多い。

- ハチワレ A. superciliosus （鉢割、英名：Bigeye thresher）
  - “目の大きなオナガザメ”の英名の通り、他2種に比べて大きな目が特徴。和名の“ハチワレ”は、頭頂から左右の鰓裂の上部にかけての隆起線に由来する。
  - 外洋の深層を主生息域にしていると見られており、特徴である大きな目は光量の少ない環境に適応するためのものと考えられている。

- マオナガ A. vulpinus (真尾長、英名：Common thresher)
  - オナガザメ属の中で最も大きくなる種。他の2種に比べて特に外洋性の傾向が強く、沿岸部ではあまり見られない。
  - 他2種に比べて特に尾が長く、体長と同じかそれ以上の上葉をもつ。マオナガの“マ（真）”という名称もここに由来する。尾の長さ以外の全体的形状は、ネズミザメに近似している。
  - 英名の Thintail thresher とは、“厚みのない尾を持つオナガザメ”の意。Common thresher（Shark）（一般的なオナガザメ、の意）とも呼ばれ、英語圏では単に「オナガザメ（Thresher　Shark）」といった場合は通常はこの種を指す。

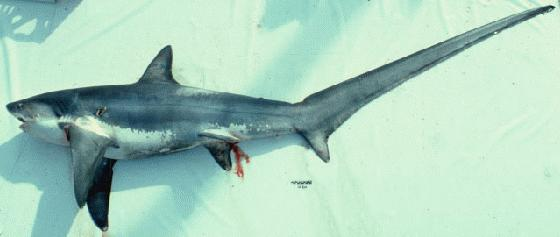
マオナガ
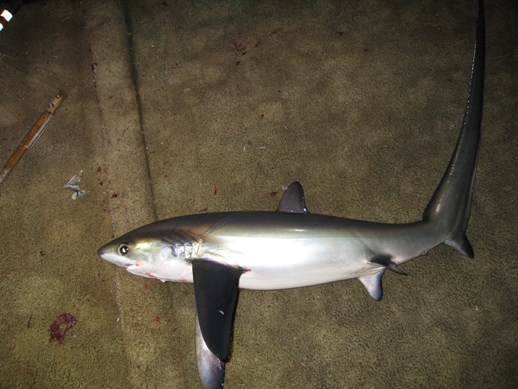
ニタリ
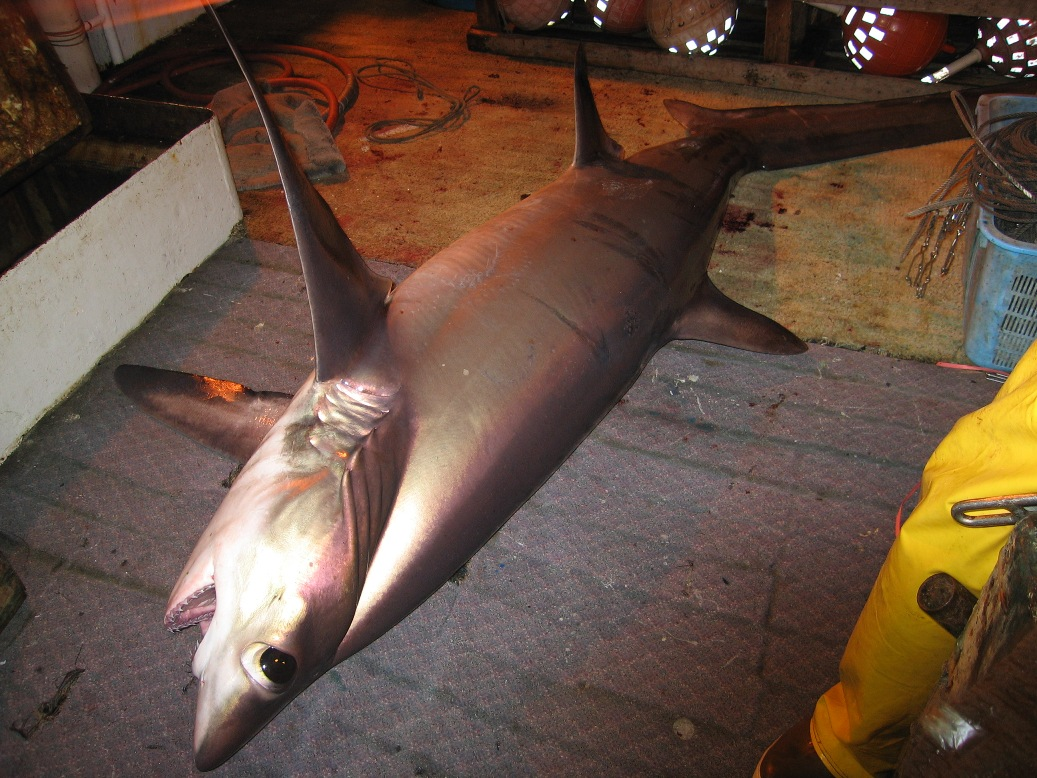
ハチワレ

## 名称
科名Alopiidaeと属名Alopiasの由来となったギリシア語のAlopexとは「キツネ（狐）」の意。これはキツネのように尾が長いことから命けられたと考えられ、英名でもSea Foxの呼称がある。日本でも“キツネブカ”と呼ぶ所がある。英名では、Thresher shark （「Thresher = 脱穀棒」を持つサメ、の意）が一般的。
日本ではこの3種は混同されていることが多く、特にマオナガとニタリは相互に同じ呼称で呼ばれることも多い。全て「オナガザメ」と呼ばれることが多い反面、地方、地域によって様々な呼称で呼ばれており、別称の総数はマオナガで25種、ニタリで20種、ハチワレで5種を数える。

### 別名
- ニタリ：オナガ（各地）、ネズミザメ／ネズミブカ（関西地方、高知県、山口県）、キツネブカ（石川県）、他
- ハチワレ：バケオナガ、バケ（各地）、ドブネズミ／ドブネズミザメ（九州地方）
- マオナガ：オナガ（各地）、ネズミザメ／ネズミブカ（関西地方、高知県、山口県）、キツネブカ（石川県）、ハタオリ／ハタオリザメ（宮城県）、他

## 人との関わり
前述のように外洋性であり、海水浴やスクーバダイビングなどで遭遇すること自体が稀なので、人が襲われるなどの事故を起こす可能性は低く、オナガザメ類によるとされる人間への襲撃の記録は殆どない。ただし大型個体は危険な可能性があり、注意を払う必要がある。
延縄に掛かった魚を食害するとして漁業者には嫌われる。動きが活発なため、スポーツフィッシングの対象魚となっている。
ニタリは沿岸域を遊弋していることがあるため、レジャーダイビング等で目撃されることもある。長い尾鰭を持つその姿は優美とされ、ダイバーの憧れの魚の一つである。
アメリカ海軍の潜水艦にはThresherの名が命けられた艦が存在し、原子力潜水艦の艦名にも使われている他、Sea Foxも潜水艦の艦名として命名されている。

### 利用
肉はもとより皮やひれ、肝油を利用するために漁獲される。肉は切り身にして焼いて食される他、練り製品などに加工され、胸鰭はフカヒレとして利用される。皮は皮革製品となる。
マオナガの肉が最も美味であり、ニタリはやや味が劣るとされ、ハチワレは他の2種に比べて上質の肝油が得られるとされる。